# Édouard Corniglion-Molinier
Pour les articles homonymes, voir Molinier.
Édouard Corniglion-Molinier, né le 23 janvier 1898 à Nice (Alpes-Maritimes) et mort le 9 mai 1963 à Paris, est un pilote de chasse, général de division de l'armée de l'air française et une personnalité politique (sénateur, député et ministre) des IVe et Ve Républiques.
Mari de l'artiste peintre Raymonde Heudebert, il est aussi producteur de films, journaliste et président de sociétés de presse.

## Origine et jeunesse
Édouard, Alfred, Flaminus Corniglion-Molinier, est le fils de Philippe Corniglion, né en 1868 à Roquebillière (Alpes-Maritimes), principal clerc de notaire et d'Anne Marie Julie Molinier, née en 1873 à Nice. 
Il passe sa jeunesse à Nice et poursuit sa scolarité au lycée de Nice. Édouard Corniglion-Molinier découvre les joies de l'aviation à l'âge de douze ans lors d'un baptême de l'air qui s'achève dans le lit du Var.

## Pilote de chasse de la Première Guerre mondiale
Il prend part à la Première Guerre mondiale après avoir maquillé son état civil. En 1915, sans même attendre les 17 ans légaux, il s'engage dans les chasseurs alpins, puis passe le 6 octobre 1915 au 5e régiment de dragons à Saumur. Un mois plus tard, il demande sa mutation pour l'aéronautique. Il parvient à intégrer la chasse aérienne en faisant sa formation à l'école de pilotage d'Ambérieu où il obtient son brevet de pilote de chasse le 27 avril 1916. Il devient le plus jeune pilote militaire français.
Après des stages de perfectionnement à Avord et à Pau, il est nommé brigadier et envoyé en Italie à l'escadrille 392 où il arrive le 17 octobre 1916. Il accomplit des missions de reconnaissance et d'observation sur les lignes ennemies, des attaques d'avions, de bateaux autrichiens dans l'Adriatique. L'escadrille basée à Venise se transforme en escadrille 561 en juin 1917 ; il continue à accomplir des missions dans les régions de Trieste et de Fiume, et des attaques qui lui valent le grade de maréchal des logis.
Légèrement blessé en mission et atteint de paludisme, il est hospitalisé de décembre 1917 à février 1918. À sa sortie d'hôpital il reprend les opérations en Italie avant d'être affecté à l'escadrille SPA 162 en France fin juin 1918. Il est alors envoyé sur les fronts de France et en Belgique. Il reçoit 7 citations, la Légion d'honneur et de nombreuses décorations étrangères.

## Homme des médias de l'entre-deux-guerres
Démobilisé avec le grade sous-lieutenant fin 1918, il reprend ses études juridiques qui le conduisent à un doctorat en droit auquel il ajoute une licence ès lettres. 
En 1927, il devient propriétaire des studios de cinéma de la Victorine, à Nice. Pilote et cinéaste, il accompagne André Malraux, en avion, à la recherche du royaume de Saba. Parmi d'autres personnalités dont il a admiré les talents, apprécié la compagnie et suscité l'amitié, Maurice Ligot cite Marcel Pagnol, Marcel Bleustein-Blanchet, Paul Gordeaux et Marcel Dassault. Le 28 juillet 1924 il épouse, à Paris, l'artiste peintre Raymonde Heudebert.
Il devient ensuite journaliste à Paris-Soir mais sans abandonner l'aviation pour autant. Ainsi, il participe, en compagnie de l'aviateur anglais Jim Mollison, à un raid de cinq jours, du 29 novembre au 3 décembre 1936, entre Londres et Le Cap à bord du Bellanca baptisé Flash Miss Dorothy. Lors de la guerre d'Espagne, il est volontaire pour servir aux côtés des rangs républicains avec André Malraux.
Fin pilote comme le démontrent également ses activités de pilote d'essai, il devient également producteur de cinéma avec les films :
- Courrier sud de Pierre Billon en 1937 ;
- Les Jumeaux de Brighton de Claude Heymann en 1936 ;
- Drôle de drame de Marcel Carné en 1937 ;
- Mollenard de Robert Siodmak en 1938 ;
- Espoir, sierra de Teruel d'André Malraux en 1939 (Prix Louis-Delluc en 1945)[2].

## Résistant et Français libre pendant la Seconde Guerre mondiale

### La bataille de France
En septembre 1939, il rejoint de nouveau la chasse après le déclenchement de la Seconde Guerre mondiale. Il est affecté successivement au groupe de chasse 3/6, puis au GC III/3 puis au GC III/2 en janvier 1940.
Le 13 mai 1940, il contribue, à la tête de sa patrouille, à abattre un Henschel Hs 126 à l'intérieur de ses lignes. Le 16 mai 1940, lors d'une patrouille légère, il abat un Heinkel He 111.
Il compte deux victoires officiellement homologuées et il est l'un des trois seuls pilotes de 14-18 qui aient ajouté en 39-40 des victoires à leur palmarès de la guerre précédente, avec Lionel de Marmier et Marcel Haegelen qui ont obtenu, respectivement, trois victoires et une victoire en combat aérien en 1940. 
Après la défaite française de juin, il est démobilisé le 16 août 1940.

### Résistant dès 1940
Dès septembre 1940, commandant d'aviation, il est le premier à rejoindre Emmanuel d'Astier de La Vigerie qui vient de fonder à Cannes le mouvement « La dernière colonne » qui se destine au sabotage. Dans le même groupe se retrouvent Jean Cavaillès, Raymond et Lucie Aubrac — que d'Astier surnomme « Madame conscience » — Charles d’Aragon.
En décembre 1940, Édouard Corniglion-Molinier est arrêté à Marseille. Il est incarcéré au Fort Saint-Nicolas mais est relâché le 7 janvier 1941. Le 10 janvier 1941, il parvient à passer au Maroc. De là, il rejoint la Martinique d'où il réussit, en trompant la surveillance de la marine de Vichy, à gagner New York.

### Les Forces aériennes françaises libres
Le 1er mars 1941, il signe à Londres son engagement dans les Forces aériennes françaises libres (FAFL). Il les conduit au combat au Moyen-Orient, nommé chef d'état-major puis commandant de l'aviation française en Moyen-Orient. En 1941, il crée les groupes Lorraine et Alsace et participe avec eux aux campagnes de Libye et de Cyrénaïque.
Désigné pour prendre le commandement des forces aériennes françaises puis en Grande-Bretagne, en 1943, soit avec des unités sous son commandement, soit dans les rangs de l'aviation alliée, il prend part à de nombreuses missions sur l'Allemagne et sur les pays occupés. 
Il est nommé à la tête des forces aériennes de l'Atlantique en novembre 1944 et promu général de brigade aérienne en décembre de la même année. 
Il est démobilisé le 1er août 1946, après avoir été nommé général de division aérienne.

## Homme politique desIVeetVeRépubliques
Sénateur du Rassemblement du peuple français (RPF) de la Seine de 1948 à 1951, il devient député du RPF-URAS des Alpes-Maritimes du 17 juin 1951 au 1er décembre 1955 puis député du Rassemblement des gauches républicaines (RGR) des Alpes-Maritimes du 2 janvier 1956 au 8 décembre 1958.
Il vote en faveur de l'investiture de Pierre Mendès France et combat la Communauté européenne de défense (CED). Ses interventions à l'Assemblée nationale portent sur le cinéma et sur l'aéronautique.
Il devient ministre d'État du gouvernement Joseph Laniel (2) du 28 janvier 1954 au 18 juin 1954, puis ministre des travaux publics, des transports et du tourisme du gouvernement Edgar Faure (2) du 23 février 1955 au 1er février 1956, Garde des Sceaux, ministre de la Justice, du gouvernement Maurice Bourgès-Maunoury du 13 juin 1957 au 6 novembre 1957 et enfin ministre d'État chargé du Sahara du gouvernement Pierre Pflimlin du 14 mai 1958 au 1er juin 1958. 
C'est pendant qu'il est ministre des travaux publics, des transports et du tourisme qu'est votée la loi no 55-435 du 18 avril 1955 portant statut des autoroutes. Cette loi précise dans son article 4 que l'usage des autoroutes est en principe gratuit mais que l'État peut concéder soit la construction et l'exploitation de l'autoroute, soit son exploitation et que le concessionnaire peut percevoir un péage pour assurer le remboursement des avances et des dépenses de toute nature. Le 27 avril, le ministre Corniglion-Molinier prenant la parole devant le Conseil général des Alpes-Maritimes propose la formation d'une société d'économie mixte pour réaliser le projet d'une route intérieure s'appuyant sur l'article 4 de la loi du 18 avril 1955. Il précise que la société d'économie mixte comprendrait l'État, le département et les chambres de commerce du Var et des Alpes-Maritimes qui ont déjà donné leur accord de principe. Le 9 mai 1955, cette route intérieure a reçu le statut d'autoroute. Le 25 mai 1955, elle déclarée d'utilité publique. Le 17 octobre 1955, le ministre convie les collectivités locales à une réunion à Paris pour créer la société d'économie mixte concessionnaire de l'autoroute Estérel-Côte d'Azur. La Société centrale pour l'équipement du territoire (SCET), filiale de la Caisse des dépôts et consignations, présente la répartition du capital de 500 millions de francs de la société à créer, 260 millions pour la Caisse des dépôts et consignations et 240 millions pour les collectivités locales et les chambres de commerce. Le ministre Corniglion-Molinier précise que la création de cette société est importante car elle est prototype pour la création de futures autoroutes. Les collectivités locales décident d'augmenter leur participation à 240 millions et les chambres de commerce d'apporter 100 millions le 10 décembre. La société de l'autoroute Estérel-Côte d'Azur (Escota), première société concessionnaire d'autoroute en France, est constituée le 17 janvier 1956. Elle doit construire une autoroute à péage entre Puget-sur-Argens et Villeneuve-Loubet. Les études du tracé de l'autoroute sont alors reprises et le chantier de construction de ce tronçon d'autoroute commence le 15 février 1957. le premier tronçon de cette autoroute, entre Mandelieu et Villeneuve-Loubet est mis en service en mars 1961 et la totalité le 1er juillet jusqu'à Puget-sur-Argens. Le dernier tronçon ouvert a dû être partiellement reconstruit après des destructions dues à la rupture du barrage de Malpasset, le 2 décembre 1959.
Il vote en faveur du retour du général de Gaulle au pouvoir.

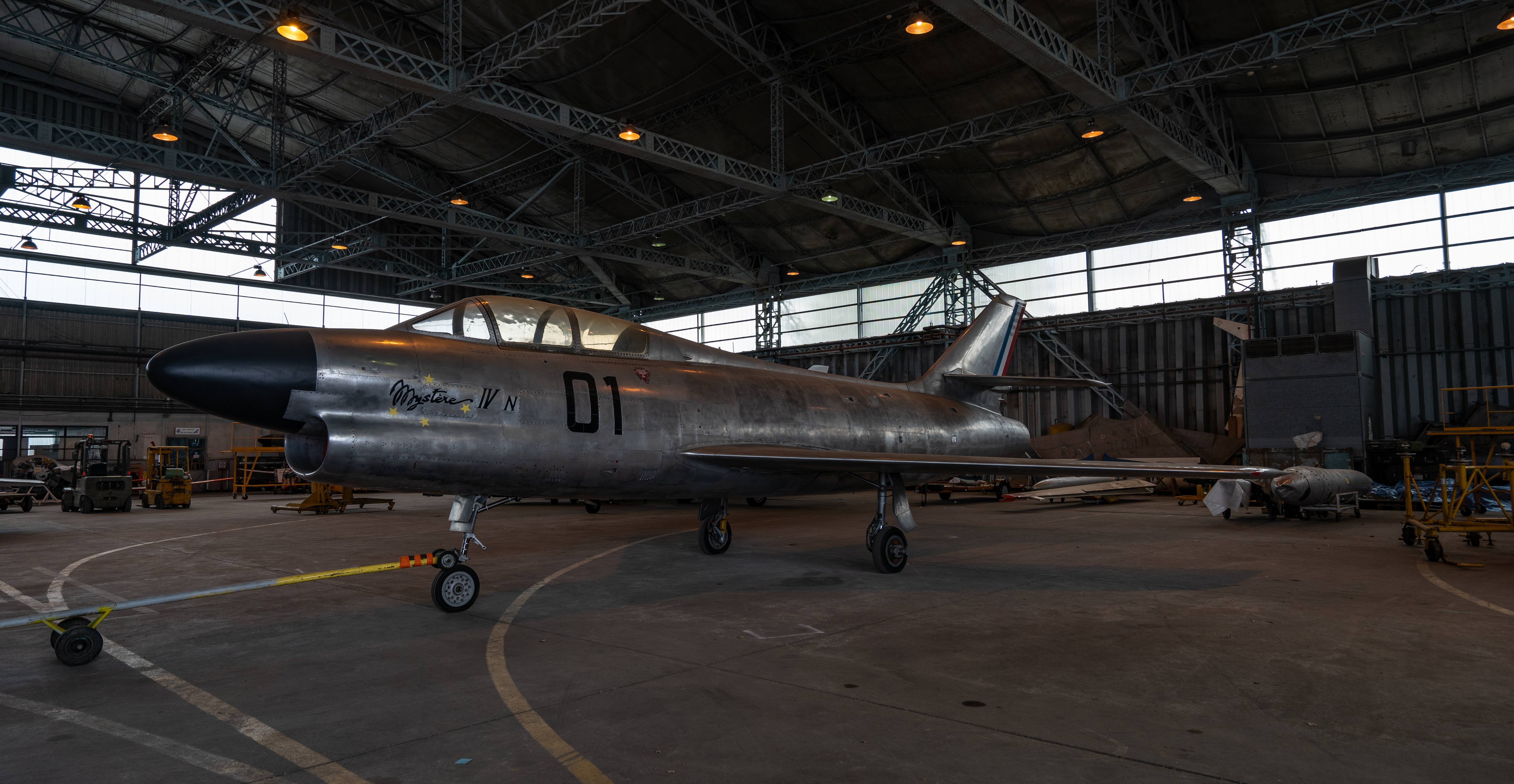
Dassault Mystère IV N.

Fait unique dans les annales, c'est en tant que ministre des travaux publics, des transports et du tourisme en exercice que le général Édouard Corniglion-Molinier, faisant office de navigateur à bord d'un Dassault Mystère IV N piloté par Gérard Muselli, établit un record de vitesse sur le trajet Paris-Nice en 41 min 55 s 8 centièmes à la vitesse de 982,433 km/h le 18 juin 1955.
En 1957, lorsqu'il est ministre de la Justice, il permet d'arrêter les poursuites engagées contre Dominique Aury au sujet du roman Histoire d'O.
Lors des élections législatives de 1962 convoquées de manière anticipée après la dissolution de l'Assemblée nationale, il est élu député au second tour dans la troisième circonscription des Alpes-Maritimes sous l'étiquette divers droite avec 57,6 % des voix face au communiste Charles Caressa. Il s'apparente au groupe Union pour la nouvelle République (UNR)-Union démocratique du travail (UDT),.
Il est également membre de l'Assemblée parlementaire du Conseil de l'Europe et de l'Assemblée des communautés européennes devenue Parlement européen.
De 1949 à 1963, il est conseiller général des Alpes-Maritimes, élu dans le canton de Roquebillière.

## Fin de vie

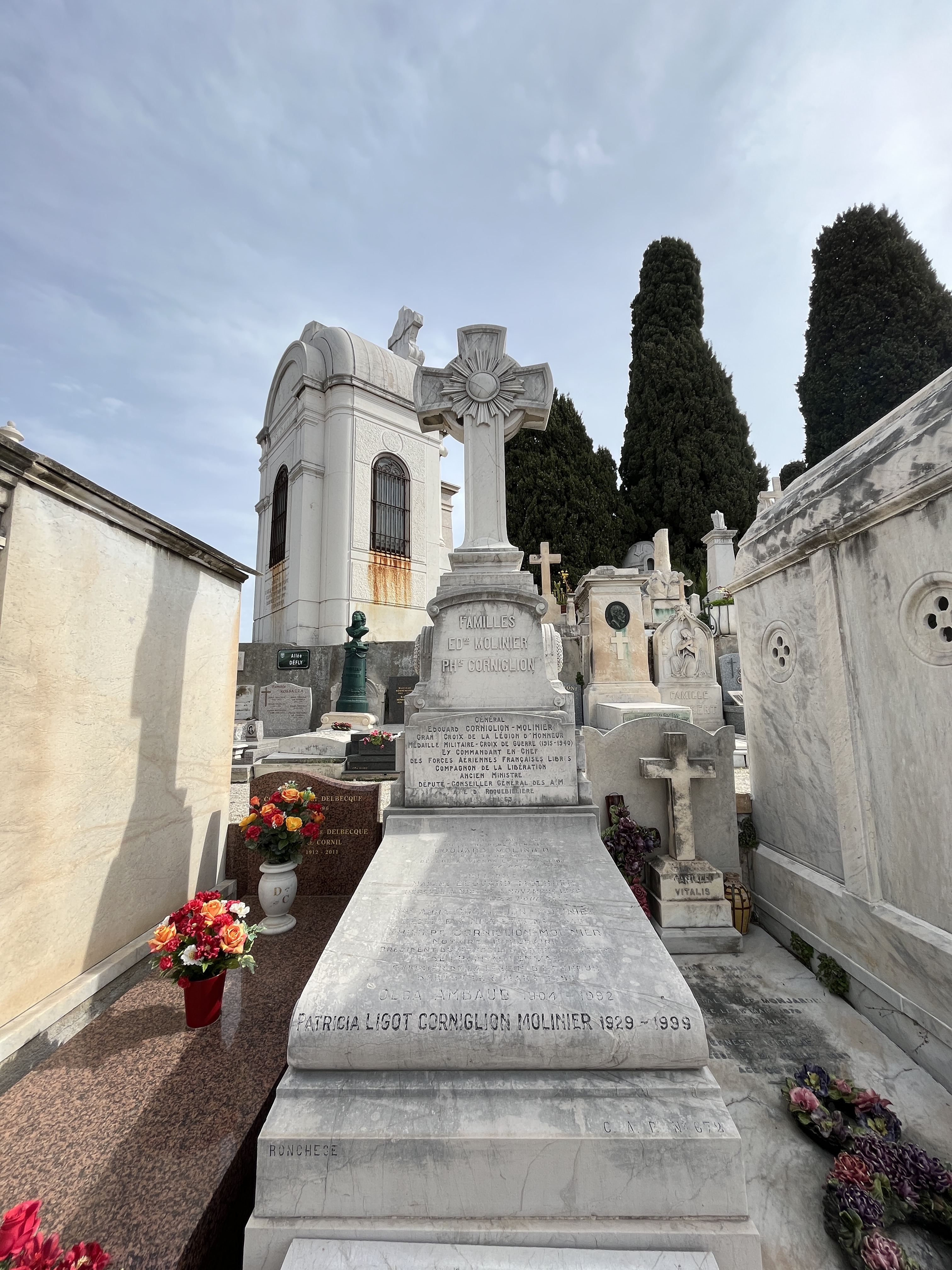
Sépulture d'Édouard Corniglion-Molinier au cimetière du Château à Nice.

Pris d'un malaise dans une Caravelle qui le ramène de Nice à Paris, il meurt chez lui le jeudi 9 mai 1963. Ses obsèques sont célébrées en l'église Saint-Louis des Invalides le 13 mai. Il repose au cimetière du Château à Nice, allée du brûloir. 
C'est Jacques Chaban-Delmas, président de l'Assemblée Nationale qui prononce l'éloge funèbre d'Édouard Corniglion-Molinier le 14 mai 1963.

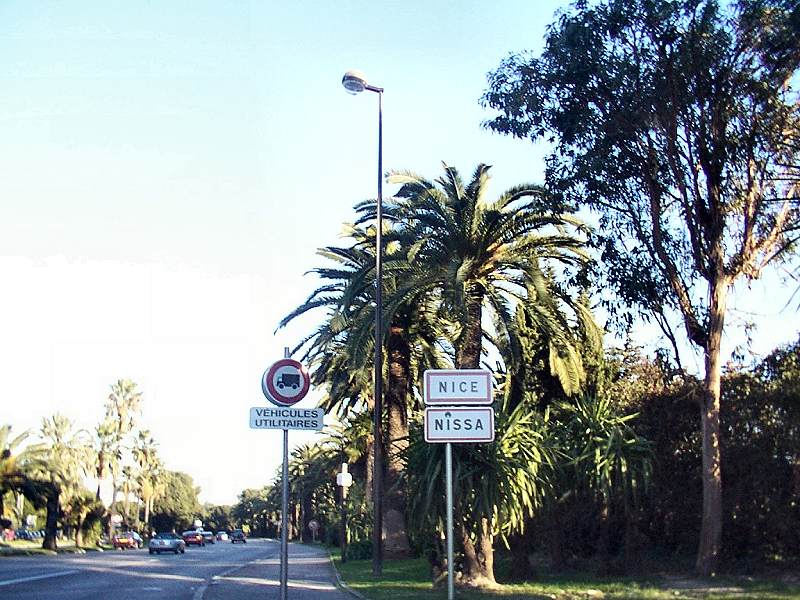
Promenade Corniglion-Molinier à Nice.

## Hommages
À Nice, le prolongement de la promenade des Anglais en direction de l'ouest, vers Saint-Laurent-du-Var (passant devant l'aéroport), porte le nom de « Promenade Corniglion-Molinier ».
Dans sa biographie de Raymond Aron, Nicolas Baverez résume le parcours de Corniglion-Molinier : « l'un des très rares aviateurs qui combattit durant les deux guerres mondiales, par ailleurs pilote de Malraux lors de sa fameuse expédition de 1934 à la recherche de la reine de Saba, [il] avait été promu général dans les forces aériennes de la France libre. Méridional, homme à femmes et grand amateur d'histoires invraisemblables, le général Corniglion était l'homme de tous les excès. Ce personnage de légende ne restait silencieux que sur ses exploits et son courage, authentiques ceux-là. Devenu ministre sous la Quatrième République, il continua à témoigner à Aron, notamment dans les épreuves personnelles qu'il traversa après la guerre, une amitié indéfectible ».
À quatre-vingt onze ans, Maurice Ligot, qui a été son gendre, conclut dans sa postface à Un paladin au XXe siècle : « Personnalité politique remarquée pour son engagement en faveur d'une Europe unie, il fut l'objet d'une grande admiration à Nice, sa ville natale. Ajoutons qu'il fut un être heureux, amical, spirituel, auprès duquel on ne s'ennuyait jamais et qui transmettait sa joie de vivre autour de lui. Son existence fut une vie d'aventures, une vie d'engagements, de courage et d'énergie. Un hymne aux facettes nouvelles et passionnantes du génie humain ».
Sur une préface du général de division Christian Baptiste, délégué national de l'Ordre de la Libération, celui-ci conclut par une des formules lapidaires de Charles de Gaulle : « Face à l'événement, c'est à soi-même que recourt l'homme de caractère ». De caractère, Édouard Corniglion-Molinier, à l'évidence n'en manquait pas.

## Distinctions
Édouard Corniglion-Molinier est titulaire de nombreuses décorations :
- Grand-croix de la Légion d'honneur le 7 décembre 1954[23] ;
- compagnon de la Libération par décret du 20 novembre 1944 ;
- médaille militaire le 23 juillet 1918 ;
- croix de guerre 1914-1918 ;
- croix de guerre 1939-1945 ;
- commandeur de l'ordre du Mérite saharien, de droit en tant que ministre chargé du Sahara ;
- médaille coloniale avec agrafe Libye ;
- médaille du sauvetage ;
- Distinguished Service Order (Royaume-Uni) ;
- croix de guerre 1914-1918 de Belgique ;
- commandeur de l'Ordre Polonia Restituta de Pologne ;
- officier de l'Ordre de l'Aigle blanc de Serbie avec glaives ;
- médaille de la valeur militaire (Italie);
- médaille des services militaires volontaires ;
- croix du mérite de guerre d'Italie.

L’Académie française lui décerne le prix Lange en 1947 pour Le journal du F. L. Smith-Brown ou Les mémoires d'un Fafliste malgré lui.

## Exposition
« Un chevalier du ciel, Édouard Corniglion-Molinier, compagnon de la Libération 1898-1963 », au musée de l'ordre de la Libération, du 2 octobre 2023 au 4 février 2024.